# ساوتی، ساسکاچوان
ساوتی، ساسکاچوان (به انگلیسی: Southey, Saskatchewan) یک منطقهٔ مسکونی در کانادا است که در ساسکاچوان واقع شده‌است. ساوتی ۱٫۵۶ کیلومتر مربع مساحت و ۷۷۸ نفر جمعیت دارد.